# 총소유비용
총소유비용(Total cost of ownership, TCO)은 기업이 특정 기술에 대한 구현비용을 결정하기 위해 이런 직간접비용들을 분석하는 데 사용될 수 있다.
| 기반구조 구성 요소 | 비용요소 |
| ------------------ | --- |
| 하드웨어 획득      | 컴퓨터, 터미널, 저장장치, 프린터를 포함한 컴퓨터 하드웨어 장비에 대한 구매가격                                      |
| 소프트웨어 획득    | 각 사용자에 대한 소프트웨어 구매 비용 및 라이센스 비용                                                              |
| 설치               | 컴퓨터 및 소프트웨어 설치비용                                                                                       |
| 교육               | 정보시스템전문가 및 최종사용자의 교육비용                                                                           |
| 지원               | 지속적인 기술지원, 헬프데스크 등의 비용                                                                             |
| 유지보수           | 하드웨어 및 소프트웨어에 대한 업그레이드 비용                                                                       |
| 기반구조           | (저장 백업장비를 포함한) 네트워크 및 전문적인 장비 같은 기반구조 요소에 대한 획득, 유지보수, 지원비용               |
| 가동중지           | 하드웨어 또는 소프트웨어 고장으로 인해 시스템이 처리 또는 사용자 업무를 수행할 수 없을 때 발생하는 생산성 손실 비용 |
| 공간 및 에너지     | 기술에 대한 보유 공간 및 전력 공급에 대한 부동산 및 에너지 비용                                                     |

이러한 비용요소가 고려될 때, PC에 관한 TCO는 초기 구입비의 3배에 달할 수도 있다. 지원 인력, 고장, 추가적인 네트워크 관리에 대한 숨은 비용 때문에 분산 클라이언트/서버 아키텍처, 특히 휴대용 컴퓨터 및 무선장비가 결합된 아키텍처는 중앙집중식 메인프레임 아키텍처보다 더 많은 비용이 들 수도 있다.
하드웨어 및 소프트웨어 획득 비용은 TCO 중 겨우 20%만 차지하므로, 관리자가 기업의 하드웨어 및 소프트웨어 대한 전제비용을 이해하기 위해서는 관리비용에 주의를 기울여야 한다.
이런 관리 비용 중 일부는 더 나은 관리로 감소할 수 있다. 다수의 대기업에는 중복되고, 양립될 수 없는 하드웨어 및 소프트웨어가 존재하는데, 이는 부서 및 부분이 직접 기술을 구매할 수 있었기 때문이다.
또한, 하드웨어 및 소프트웨어 자원에 대한 더 강력한 중앙집중화와 표준을 통해 TCO를 줄일 수도 있을 것이다. 기업이 직접 직원이 사용할 수 있는 상이한 컴퓨터 모델과 소프트웨어의 수를 최소화 한다면, 기반구조를 지원하는데 필요한 정보시스템 인력 규모도 줄일 수 있을 것이다.

## 같이 보기
- CAPEX
- 활동기준 원가계산